# Concord, New Hampshire
Concord ['kaːnkərd] är huvudstad i delstaten New Hampshire i USA. Staden befolkades 1659 och grundades 1733 som Rumford och fick nuvarande namnet 1765. Befolkningen uppmättes 2010 till 42 695 invånare. Den är det tredje största staden i delstaten.
Concord är även administratrivt center för Merrimack County. Concord inkluderar Penacook, East Concord och West Concord. Staden är säte för University of New Hampshire School of Law, New Hampshires enda juridiska fakultet; St. Pauls School, en högskoleförberedande privatskola, New Hampshire Technical Institute, en yrkeshögskola och Granite State Symphony Orchestra, en symfoniorkester.

### Fotnoter
1. ↑  ”Concord city, New Hampshire”. American Factfinder. 20 mars 2010. Arkiverad från originalet den 29 januari 2017. https://web.archive.org/web/20170129212537/https://factfinder.census.gov/faces/tableservices/jsf/pages/productview.xhtml?src=bkmk. Läst 9 september 2017.